# Hypogée de Dougga
L'hypogée de Dougga est un hypogée romain en ruines situé à Dougga, l'antique Thugga, dans le gouvernorat de Béja en Tunisie.

## Histoire et localisation

Plan du site archéologique.

L'hypogée est situé au nord-est du site archéologique, à proximité de l'église de Victoria et en contrebas du temple de Saturne.

## Histoire
L'édifice est daté du IIIe siècle et bâti au milieu d'une nécropole plus ancienne.
Destiné à accueillir des urnes funéraires, il contient lors de sa découverte des sarcophages et une mosaïque chrétienne suggérant une longue utilisation
L'hypogée est fouillé en 1913.
L'arc fait partie du site archéologique de Dougga qui est inscrit sur la liste du patrimoine mondial de l’Unesco depuis 1997.

## Description

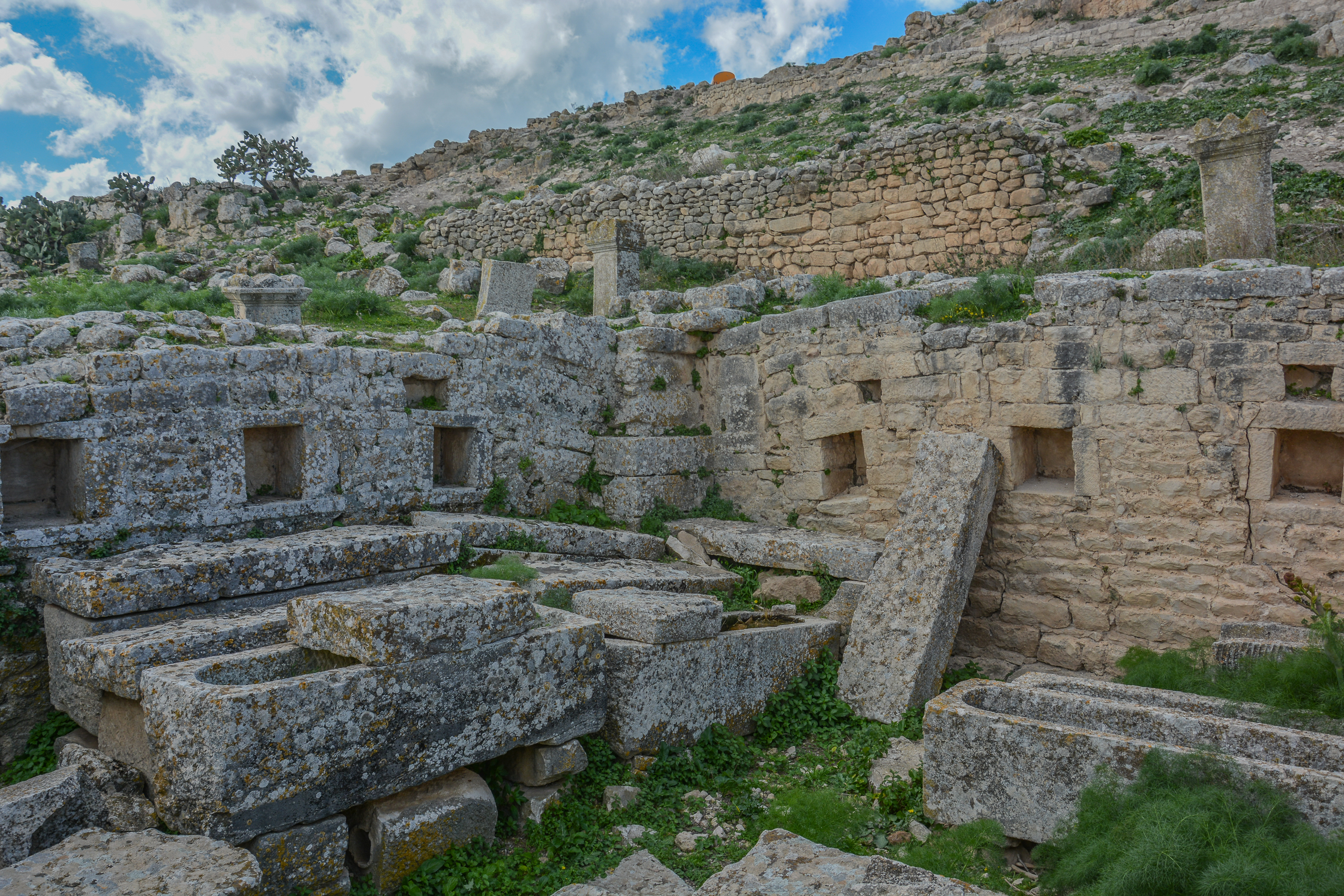
Parois de l'édifice avec les niches destinées aux urnes et sarcophages.

L'hypogée est un édifice à demi-enterré et auquel on accède par sept marches.
Les parois de l'édifice possèdent des niches aménagées et destinées à accueillir des urnes funéraires.